# Tereza Ramba

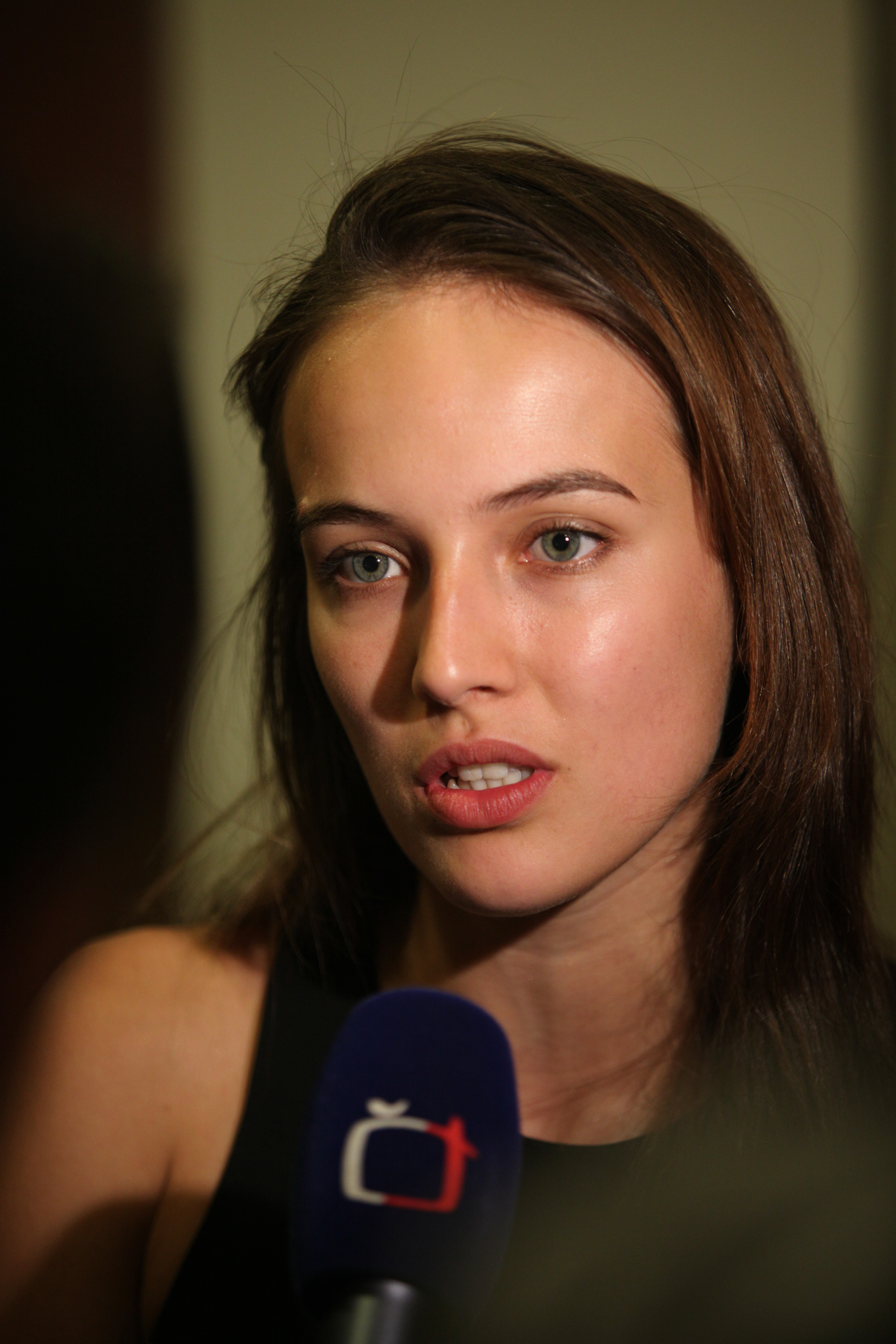
Tereza Ramba im Jahr 2010

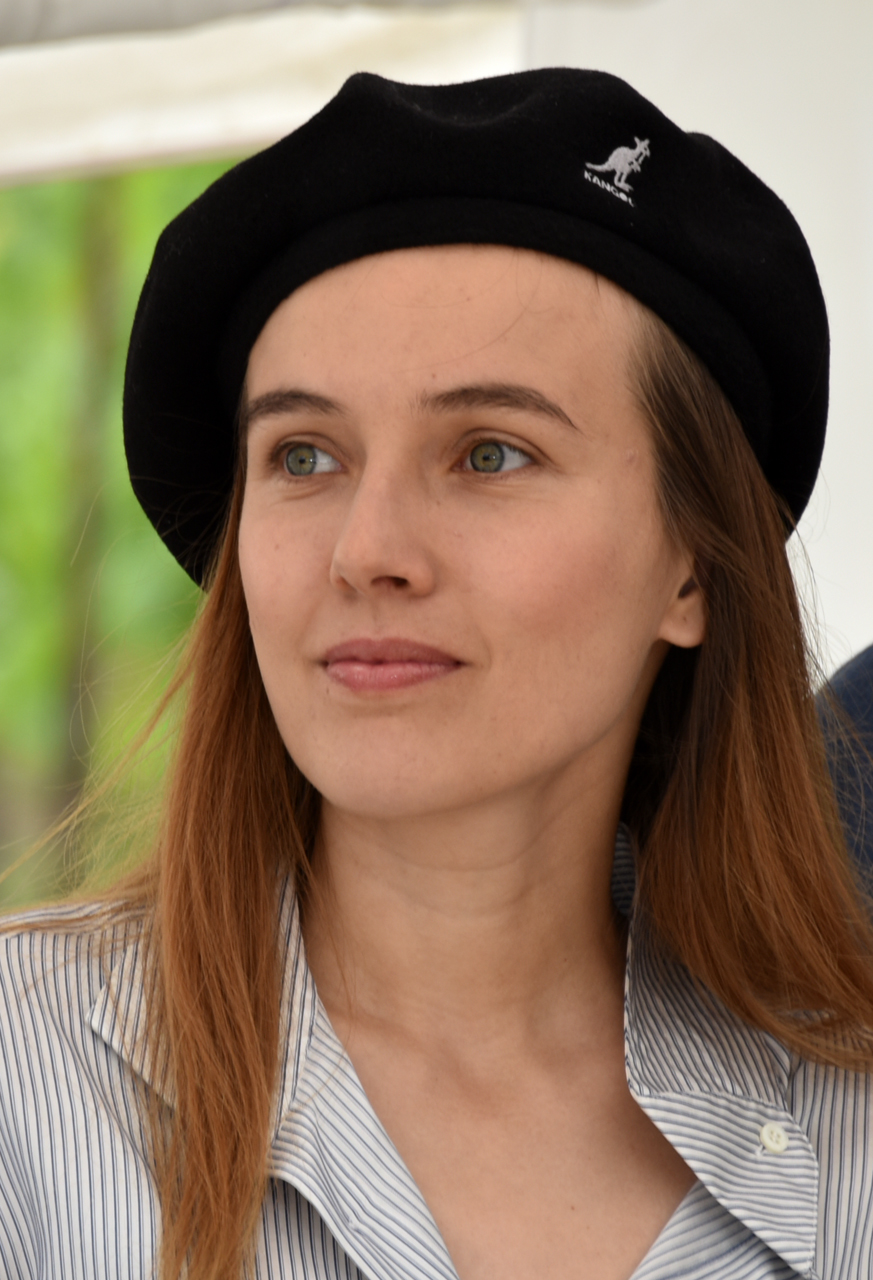
Tereza Ramba im Jahr 2020

Tereza Ramba (geborene Voříšková; * 29. Juni 1989 in Prag, Tschechoslowakei) ist eine tschechische Schauspielerin.

## Leben
Tereza Ramba wurde 1989 in der tschechischen Hauptstadt geboren und studierte Schauspiel am Prager Konservatorium. Im Jahr 2006 gab sie ihr Spielfilmdebüt in der Teeniekomödie Raftáci. Für den Film Zemský ráj to na pohled wurde sie 2009 für den Český lev („Böhmischer Löwe“) als beste Nebendarstellerin nominiert. In den nachfolgenden Jahren wurde sie zunächst zweimal für den Český lev als Beste Hauptdarstellerin nominiert und konnte die Auszeichnung für den 2019 veröffentlichten Film Vlastníci schließlich erstmals gewinnen.

## Filmografie
| - 2006: Rafťáci - 2006: Ro(c)k podvraťáků - 2008: Svatba na bitevním poli - 2008: Bobule - 2008: Der Dorflehrer (Venkovský učitel) - 2009: Peklo s princeznou - 2009: Ať žijí rytíři! - 2009: 2Bobule - 2009: Zemský ráj to na pohled - 2009: Ctrl Emotion - 2011: Alois Nebel - 2013: Rozkoš - 2014: Všiváci - 2015: Život je život - 2015: Laputa - 2015: Padesátka - 2017: Po strnisti bos - 2018: Chata na prodej - 2019: Die Eigentümer (Vlastníci) - 2020: 3Bobule - 2021: Denícek moderního fotra - 2022: Betlémské svetlo - 2023: Bud chlap! - 2024: Franta mimozemstan - 2024: Zápisník alkoholicky | - 2006: Místo v životě (Fernsehserie) - 2007: Trapasy (Fernsehserie) - 2008: BrainStorm (Fernsehfilm) - 2008: Kanadská noc (Fernsehfilm) - 2008: Černá sanitka (Fernsehserie) - 2008: Soukromé pasti (Fernsehserie) - 2008: Kriminálka Anděl (Fernsehserie) - 2009: Ďáblova lest (Dreiteiler) - 2011: Borgia (Fernsehserie) - 2011: Znamení koně (Fernsehserie) - 2012: Missing (Fernsehserie) - 2013: Hvězdička (Fernsehserie) - 2014–2016: Clay’s P.O.V. (Fernsehserie) - 2015: Případ pro exorcistu (Miniserie) - 2015: Reportérka (Miniserie) - 2016: Modré stíny (Miniserie) - 2016: Pět mrtvých psů (Miniserie) - 2016: Hlas pro římského krále (Fernsehfilm) - 2018: Dabing Street (Fernsehserie) - 2020: Als ein Stern vom Himmel fiel (O vánocní hvezde, Fernsehfilm) - 2023–2024: Docent (Fernsehserie) |

## Theater
- 2009: Viel Lärm um nichts (William Shakespeare) am Švandovo divadlo
- 2009: Sensex am Divadlo Járy Cimrmana
- 2010: Meister und Margarita (Michail Bulgakow) am Divadlo Járy Cimrmana
- 2010: Noc bláznů (Louis Nowra) am Divadlo ABC
- 2015: Romeo und Julia (William Shakespeare) beim Shakespeare-Sommerfestival (Letní shakespearovské slavnosti)

## Auszeichnungen (Auswahl)
- 2020: Český lev – Beste Hauptdarstellerin (in dem Film Vlastníci)[7]